# 西蒙娜·珀乌克
西蒙娜·珀乌克（羅馬尼亞語：Simona Păucă，1969年9月19日—），罗马尼亚女子竞技体操运动员。她曾代表罗马尼亚获得1984年夏季奥运会体操比赛女子平衡木和团体全能金牌、个人全能铜牌。